# Iauhèn Hutaròvitx
Iauhèn Hutaròvitx (Minsk, 29 de novembre de 1983) és un ciclista belarús, professional des del 2007 fins al 2016.
En el seu palmarès destaquen quatre campionats nacionals de ciclisme en ruta, diverses etapes en curses d'una setmana, entre les quals destaquen quatre etapes al Tour del Mediterrani i una a la Volta a Polònia, i una etapa a la Volta a Espanya de 2010.

## Palmarès
- 2006
  - Vencedor de 2 etapes del Circuit de les Ardenes
  - Vencedor de 2 etapes del Tour de la Manche
  - Vencedor d'una etapa del Tour d'Alsàcia
- 2007
  - Vencedor d'una etapa del Tour de Poitou-Charentes
- 2008
  -  Campió de Belarús en ruta
  - Vencedor de 2 etapes de la Volta a Burgos
  - Vencedor d'una etapa dels Tres dies de Flandes Occidental
- 2009
  -  Campió de Belarús en ruta
  - 1r al Gran Premi del Somme
  - Vencedor de 2 etapes del Tour del Mediterrani
  - Vencedor d'una etapa del Circuit de Lorena
  - Vencedor d'una etapa de la Tropicale Amissa Bongo
- 2010
  - Vencedor de 2 etapes del Tour del Mediterrani
  - Vencedor d'una etapa de la Volta a Espanya
  - Vencedor d'una etapa de la Volta a Polònia
  - Vencedor d'una etapa del Circuit de Lorena
- 2011
  - 1r a la Coppa Bernocchi
  - 1r al Premi Nacional de Clausura
  - Vencedor d'una etapa de l'Étoile de Bessèges
  - Vencedor d'una etapa del Tour de Poitou-Charentes
- 2012
  -  Campió de Belarús en ruta
  - Vencedor de 2 etapes del Tour de l'Ain
- 2014
  -  Campió de Belarús en ruta
  - 1r al Gran Premi del Somme
  - Vencedor d'una etapa a la Volta a Polònia
- 2015
  - Vencedor de 3 etapes a la Tropicale Amissa Bongo
- 2016
  - Vencedor d'una etapa a la Tropicale Amissa Bongo

### Resultats al Tour de França
- 2009. 156è de la classificació general. Fanalet vermell
- 2012. Abandona (15a etapa)

### Resultats al Giro d'Itàlia
- 2008. Abandona (7a etapa)

### Resultats a la Volta a Espanya
- 2010. 135è de la classificació general. Vencedor d'una etapa
- 2014. 134è de la classificació general.